# Fasciculação
Uma fasciculação é uma contração muscular pequena, local, momentânea e involuntária que pode ser visível sob a pele ou detectada mais profundamente com eletromiografia. Ela ocorre como resultado de despolarizações espontâneas de neurônios motores baixos, levando à contração síncrona de todas as fibras do músculo esquelético em uma única unidade motora. Fasciculações podem ocorrer em qualquer músculo esquelético do corpo. São comuns e têm uma variedade de causas, a maioria das quais é benigna, como efeito colateral de excesso de cafeína, stress, poucas horas de sono e de exercícios físicos, mas também pode ocorrer por conta de má nutrição, doenças neuromotoras e intoxicações.
Normalmente as fasciculações não representam perigo. Em 1993, em um estudo realizado pela Clínica Mayo, 121 pessoas com fasciculações foram assistidas durante 7 anos depois dos sintomas. Dentre esses pacientes, nenhum caso evoluiu para algum tipo de doença e 50% dos pacientes registraram melhoras dos sintomas.

## Mecanismo
A fasciculação corresponde à activação anormal e isolada de uma unidade motora, ou seja, um axónio motor e o conjunto de fibras musculares que dele dependem (estas últimas constituem um pequeno feixe ou fascículo muscular). Cada fasciculação resulta de uma "despolarização espontânea" de um neurónio motor inferior, que leva à contração sincronizada de todas as fibras do músculo esquelético dentro de uma única unidade motora (uma despolarização espontânea normal é, por exemplo, a contração constante do músculo cardíaco, que faz com que o coração bata).
Normalmente, o movimento intencional do músculo envolvido provoca uma cessação imediata da fasciculação, mas esta pode recomeçar assim que o músculo estiver em repouso.
A área anatómica onde se originam as fasciculações e contrações musculares tem sido debatida há muitos anos. Muitos autores acreditam que esta origem deve estar localizada no sistema nervoso central, e mais precisamente no corpo celular dos neurónios motores do corno anterior. No entanto, segundo Layzer em 1994, a maioria das evidências suporta uma origem muito distal, nas próprias terminações nervosas motoras intramusculares. Segundo ele, as fasciculações poderiam ser o resultado da excitação química local das terminações nervosas motoras, enquanto as curvaturas seriam o resultado da excitação mecânica das terminações nervosas motoras durante o encurtamento muscular. 